# Sanremo Tennis Cup 2002
Il Sanremo Tennis Cup 2002 è stato un torneo di tennis facente parte della categoria ATP Challenger Series nell'ambito dell'ATP Challenger Series 2002. Il torneo si è giocato a Sanremo in Italia dall'8 al 15 aprile 2002 su campi in terra rossa.

## Vincitori

### Singolare
Oliver Gross ha battuto in finale  Renzo Furlan con il punteggio di 6–4, 6–3

### Doppio
Daniele Bracciali /  Giorgio Galimberti hanno battuto in finale  Cristian Brandi /  Renzo Furlan con il punteggio di 6–3, 6–4